# 甘迪纳加尔
甘迪纳加尔（Gandhinagar），是印度马哈拉施特拉邦Kolhapur县的一个城镇。总人口12371（2001年）。

## 人口
该地2001年总人口12371人，其中男性6442人，女性5929人；0—6岁人口1480人，其中男835人，女645人；识字率79.69%，其中男性为83.56%，女性为75.48%。